# Rolieiro-cuco
O rolieiro-cuco (Leptosomus discolor) é uma espécie de ave que habita as florestas de Madagáscar e das ilhas Comores. É uma espécie de dimensões médias e uma alimentação à base de insectos. Ao contrário dos coraciformes, o rolieiro-cuco apresenta dimorfismo sexual: os machos têm a plumagem cinzenta-aveludada, com as costas, asas e cauda verde-escuro; as fêmeas e juvenis são castanho-pardo.

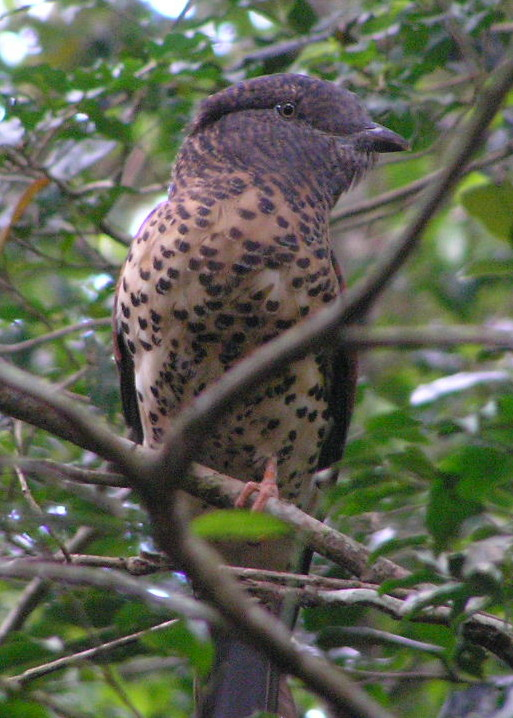
Fêmea de Leptosomus discolor

O rolieiro-cuco é a única espécie no género Leptosomus, da família Leptosomatidae e da ordem Leptosomiformes (embora tradicionalmente fosse incluída entre os coraciformes).